# Огородник, Александр Дмитриевич
Алекса́ндр Дми́триевич Огоро́дник (11 ноября 1939, Севастополь, Крымская АССР — 21 июня 1977, Москва) — советский дипломат, агент ЦРУ под кодовым обозначением Трианон (Trianon и Trigon).

## Биография
Александр Огородник родился 11 ноября 1939 года в Севастополе.
Во время срочной службы был завербован военной контрразведкой КГБ (псевдоним «Стахановец»).
В 1959 году вступил в КПСС.
В 1967 году окончил Московский институт международных отношений.
В 1970 году окончил аспирантуру и защитил диссертацию на соискание учёной степени кандидата экономических наук.
По линии КМО СССР выезжал в краткосрочные командировки в Колумбию, Коста-Рику и Болгарию.
В 1974 году возвратился из долгосрочной служебной командировки в Колумбию.

### Деятельность в разведке
В 1970-х годах работал вторым секретарём посольства СССР в Боготе.
В январе 1973 или 1974 года был завербован ЦРУ под угрозой опубликования компрометирующих фотоснимков, на которых он был изображён с сотрудницей Колумбийского университета Пилар Суарес (по некоторым сведениям, также агент ЦРУ): «…вступивший в интимные отношения с подставленной ему привлекательной испанкой — агентом ЦРУ, — вроде бы забеременевшей от него. Их любовные встречи были зафиксированы на киноплёнку и показаны Огороднику во время вербовочной беседы. Из-за боязни сломать карьеру он дал согласие на сотрудничество и стал агентом Трианоном». По другой версии, к шантажу прибегать не пришлось, так как Огородник принял предложение ЦРУ добровольно.
Первым шпионским успехом Огородника ещё в Боготе стало копирование для ЦРУ совершенно секретного советского документа «О состоянии и перспективах советско-китайских отношений». Государственный секретарь США Генри Киссинджер оценивал полученные ЦРУ материалы «как самую важную разведывательную информацию, которую он когда-либо читал, будучи главой госдепартамента».
В октябре или декабре 1974 года Огородник вернулся в Москву, с февраля 1975 года работал в Отделе Америки Управления по планированию внешнеполитических мероприятий МИД СССР.
В начале 1976 года возобновил контакт с ЦРУ. В этот период Огородник не имел доступа к ценным с точки зрения зарубежной разведки сведениям, поскольку его должность позволяла знакомиться лишь с документами далеко не наивысшей степени важности.
Во время командировки Огородника в Находку в 1976 году работники приморского управления зафиксировали активные контакты сотрудника советского МИДа с членами иностранных делегаций (в первую очередь с американцами), прибывшими на симпозиум по проблемам сотрудничества стран Тихоокеанского бассейна. Как свидетельствовал Вячеслав Кеворков, источник советской разведки в Колумбии сообщил, что американская разведка провела успешную вербовку какого-то советского дипломатического сотрудника в Боготе, но все попытки уточнить ранг, должность или хотя бы возраст этого дипломата оказались безрезультатными. Тем не менее КГБ, приняв во внимание ряд обстоятельств, стал подозревать Огородника, и за ним было установлено наблюдение.
По мнению Марты Питерсон, уже в апреле—мае 1977 года Огородник попал под контроль КГБ, поскольку ухудшилось качество передаваемой от него информации.
Агент был раскрыт в 1977 году: контрразведка стала свидетелем нескольких сцен «тайниковых операций» с участием Огородника и сотрудников посольства США в Парке Победы. В квартире Огородника был проведён тайный обыск, в ходе которого были обнаружены среди прочего контейнеры с фотоплёнками, инструкции и радиоприёмник.
Руководивший операцией Виталий Бояров вспоминал, что Огородник был чрезмерно амбициозен, очень жадный и мелочный, но нравился женщинам.

Неудивительно, что он сумел завести отношения ни много ни мало… с дочерью секретаря ЦК КПСС Русакова Константина Викторовича — Русаковой Ольгой Константиновной… К моменту его разоблачения Огородник уже сделал предложение и вроде бы получил согласие. Американцы схватились за такую беспрецедентную возможность всеми руками и ногами. В радиограммах, которые нам удалось расшифровать, они регулярно справлялись о возможной супруге, всячески подчёркивали важность этого момента.
— В. К. Бояров
Вечером 21 июня 1977 года Огородник был арестован у входа в собственную квартиру в доме № 2/1 по Краснопресненской набережной. Там же при даче признательных письменных показаний ему неожиданно стало плохо. Вызвали «скорую», но спасти его не удалось. По словам руководившего операцией генерал-лейтенанта КГБ Виталия Боярова, Огородник покончил с собой, воспользовавшись капсулой с ядом, спрятанной в авторучке. Данную версию также подтверждает бывший начальник отдела маскировки ЦРУ Джонна Мендес. Она утверждает, что некоторые агенты соглашались на сотрудничество только при условии предоставления им цианида, поскольку не хотели попасть в плен, по этой причине её отдел просверлил колпачок ручки и вмонтировал в него капсулу с ядом. При задержании Огородник согласился дать признательные письменные показания, но только своей собственной ручкой, и после этого он прокусил колпачок. По другой версии, у Огородника случился сердечный приступ. Присутствующие посчитали, что он принял яд, спрятанный в авторучке. Прибывшие врачи стали спасать его от мнимого отравления, и в результате Огородник погиб.
Вместе с официальной версией о самоубийстве Огородника существует также и предположение, что он вовсе не покончил с собой, а был устранён КГБ из-за незаинтересованности высокопоставленных лиц в советском МИД в скандале в случае судебного процесса над разоблачённым агентом ЦРУ.
12 июля 1977 года Огородника похоронили на Хованском кладбище.

## Задержание американской шпионки
То, что в ЦРУ не было известно о смерти Огородника, позволило КГБ провести операцию «Сетунь», в ходе которой 15 июля в 22:35 на Краснолужском мосту после закладки тайника (22:30) для покойного Трианона была задержана сотрудница посольства США Марта Питерсон.
Указом Президиума Верховного Совета СССР от 21 октября 1977 года были награждены сотрудники КГБ «за успешное проведение мероприятий по разоблачению особо опасного агента американской разведки, высокое профессиональное мастерство и находчивость при решении сложных оперативных задач, позволивших захватить с поличным американского разведчика на очередной операции со шпионом»: Г. Ф. Григоренко, В. К. Боярова, В. Е. Кеворкова и М. И. Курышева наградили орденами Красного Знамени, И. К. Перетрухина с В. И. Костырей — Красной Звезды, а Николая Лейтана, Владимира Молодцова и Юрия Шитикова — медалями «За боевые заслуги».
Первое публичное упоминание об операции «Сетунь» появилось в газете «Известия» от 12 июня 1978 года. В статье Юлиана Семёнова была опубликована фотография Марты Питерсон в КГБ и обвинение её в передаче яда, которым был отравлен неназванный «невинный советский человек».
Эта публикация стала ответом на арест ФБР 20 мая 1978 года в Нью-Джерси трёх советских офицеров ПГУ КГБ (Рудольф Черняев, Вальдик Энгер и Владимир Зинякин; весной 1979 года они были обменяны на советского диссидента Гинзбурга).

## Роль Карела Кёхера в разоблачении Огородника
По некоторым сведениям, сведения о сотрудничестве Огородника с ЦРУ КГБ получил от источника в ЦРУ Карела Кёхера (Кочера).
Кёхер был внедрён разведкой ЧССР в ЦРУ. Там, по свидетельству самого Кёхера, в 1974 году ему пришлось принимать участие в намечавшемся вербовочном подходе к Александру Огороднику в Колумбии. Кёхер сумел передать через Прагу в Москву просьбу о немедленном отзыве Огородника, считая его законопослушным советским гражданином, привлёкшим внимание ЦРУ. В 1976 году Кёхер тайно посещал Прагу, где встречался с генералом КГБ Олегом Калугиным, который спрашивал его мнение об Огороднике.
Подтверждается[кем?] факт передачи Кёхером в 1974 году «разведке Чехословакии материалов о вербовочных разработках ЦРУ трёх советских граждан, одним из которых являлся второй секретарь посольства СССР в Колумбии Огородник», что было передано в КГБ и послужило основанием для разработки Огородника.

## В культуре
Дело Огородника легло в основу романа Юлиана Семёнова «ТАСС уполномочен заявить…» и снятого на его основе одноимённого телесериала. Поведение главного отрицательного героя романа и телесериала Сергея Дмитриевича Дубова во многом воспроизводит его реального прототипа. Он также ведёт дневники, неразборчив в отношениях с женщинами, травит ядом свою любовницу, обменивается информацией с сотрудниками ЦРУ в Парке Победы и хранит микроплёнки в контейнере, замаскированном под батарейку фонарика. Дубов, согласно сюжету, также завербован в загранкомандировке во время интимной близости с сотрудницей ЦРУ Пилар. Как и его реальный прототип, Дубов имеет «Волгу» ГАЗ-24, которую использует в системе парольных сигналов для тайниковых операций. В телесериале даже использован настоящий оперативный псевдоним агента — «Трианон» (в романе — «Умный»). В фильме также упоминаются (но не показываются) реальные сотрудники ЦРУ в Москве, участвовавшие в контактах с Огородником: Джек Карпович и Марта Питерсон. Достаточно реалистично воспроизведена и сцена задержания американского разведчика при закладке тайника на Краснолужском мосту, однако в этой сцене вместо Марты Петерсон, участвовавшей в реальной операции, показывается вымышленный дипломат Роберт Лунc.